# Krupowa Hala
Krupowa Hala – miejscowość typu schronisko turystyczne w Polsce położona w województwie małopolskim, w powiecie suskim, w gminie Bystra-Sidzina.
W miejscowości znajduje się Schronisko PTTK im. Kazimierza Sosnowskiego na Hali Krupowej.
Wbrew nazwie miejscowość oraz schronisko nie leżą na Hali Krupowej.